# Mezia mariposa
Mezia mariposa är en tvåhjärtbladig växtart som beskrevs av W.R. Anderson. Mezia mariposa ingår i släktet Mezia och familjen Malpighiaceae. Inga underarter finns listade i Catalogue of Life.